# Erodium sanguis-christi
Erodium sanguis-christi är en näveväxtart som beskrevs av fader Sennen. Erodium sanguis-christi ingår i släktet skatnävor, och familjen näveväxter. Inga underarter finns listade i Catalogue of Life.